# ZNTK Poznań WLs75
WLs75 – wiązarowa wąskotorowa lokomotywa spalinowa o mocy 75 KM, przeznaczona do pracy przetokowej na terenach zakładów przemysłowych, produkowana w latach 1965-1975 w ZNTK Poznań.
Lokomotywa wyposażona jest w czterocylindrowy, czterosuwowy silnik wysokoprężny S324HL produkcji WSW Andrychów o mocy 75 KM. 
Dokumentację lokomotywy opracowało Biuro Konstrukcyjne ZNTK w Poznaniu w 1961, lecz produkcję rozpoczęto w 1965. Zbudowano około 100 sztuk na potrzeby przemysłu, gdyż PKP nie były zainteresowane lokomotywą z uwagi na jej małą moc, a dla potrzeb odbiorców przemysłowych jej cena była znacznie wyższa od nieco słabszej lokomotywy 2WLs50.
Podstawowy model był produkowany na tor o rozstawie 750 mm, część zbudowano na potrzeby kolei śląskich o rozstawie 785 mm (miały one po dwa zderzaki i sprzęg centralny, w miejsce centralnego zderzaka i sprzęgu orczykowego). Dwie sztuki zbudowano w 1972 roku na tor 900 mm (dla kolejki parkowej w Wojewódzkim Parku Kultury i Wypoczynku w Chorzowie – były one w charakterystyczny sposób stylizowane na parowozy). Cena lokomotywy w 1973 roku wynosiła ok. 400 tysięcy zł.

## Dane techniczne
- układ osi: B
- szerokość toru: 750, 785, 900 mm
- długość: 5,11 m
- szerokość : 1,55 m
- wysokość : 2,65 m
- średnica kół: 670 mm
- silnik: WSW Andrychów S324HL rzędowy, 4 cylindrowy o mocy 75 KM przy 1500 obr./min, pojemność skokowa 7240 cm³, średnica cylindra 120 mm, skok tłoka 160 mm, jednostkowe zużycie paliwa ok. 190 g/KMh
- prędkość konstrukcyjna: 18,5 km/h

## Zachowane egzemplarze
- WLs75-18 - Muzeum Kolei Wąskotorowej w Sochaczewie (ex. Cukrownia Ciechanów) eksponat
- WLs75-33 - Cisna (ex. WITU Zielonka) eksponat
- WLs75-38 - Rudy (ex. ZM Silesia Lipiny) sprawna
- WLs75-43 - Krośnice (ex. Starachowice) (ex. Cukrownia Dobre) odstawiona
- WLs75-66 - Bytom Rozbark (ex. Huta Baildon) przechodzi remont w Rudach
- WLs75-68 - Muzeum Kolei Wąskotorowej w Sochaczewie (ex. Cukrownia Brześć Kujawski)
- WLs75-71 - Sochaczew (ex. Cukrownia Ostrowy) eksponat
- WLs75-73 - Bytom Karb Wąskotorowy (ex. Huta Baildon) sprawna
- WLs75-78 - Sochaczew (ex. Cukrownia Ostrowy) eksponat
- WLs75-82 - Rudy (ex. Huta Baildon) – w trakcie remontu
- WLs75-94 - Rogów (ex. Cukrownia Leśmierz) oczekuje naprawy głównej

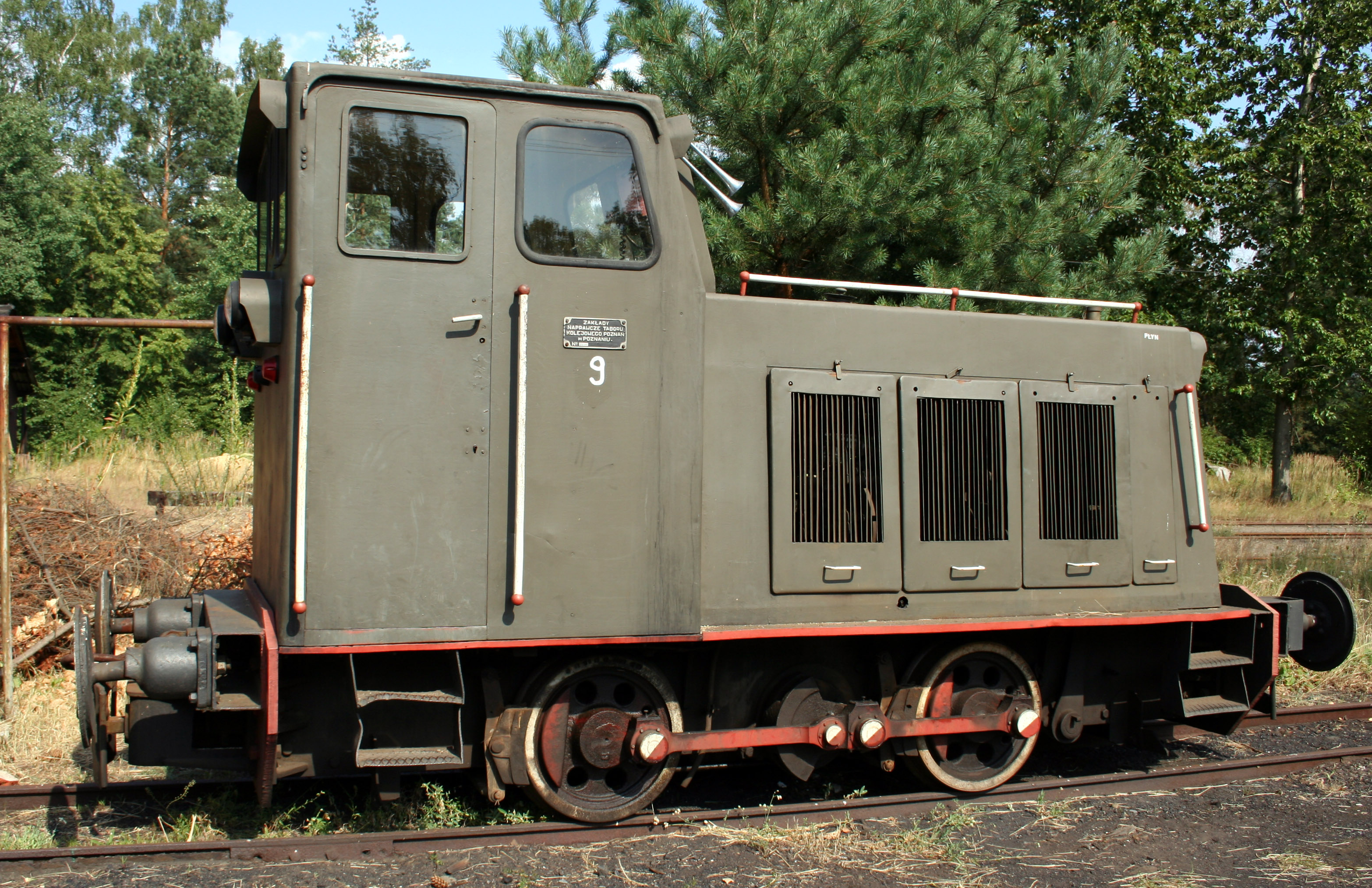
WLs75 w Rudach
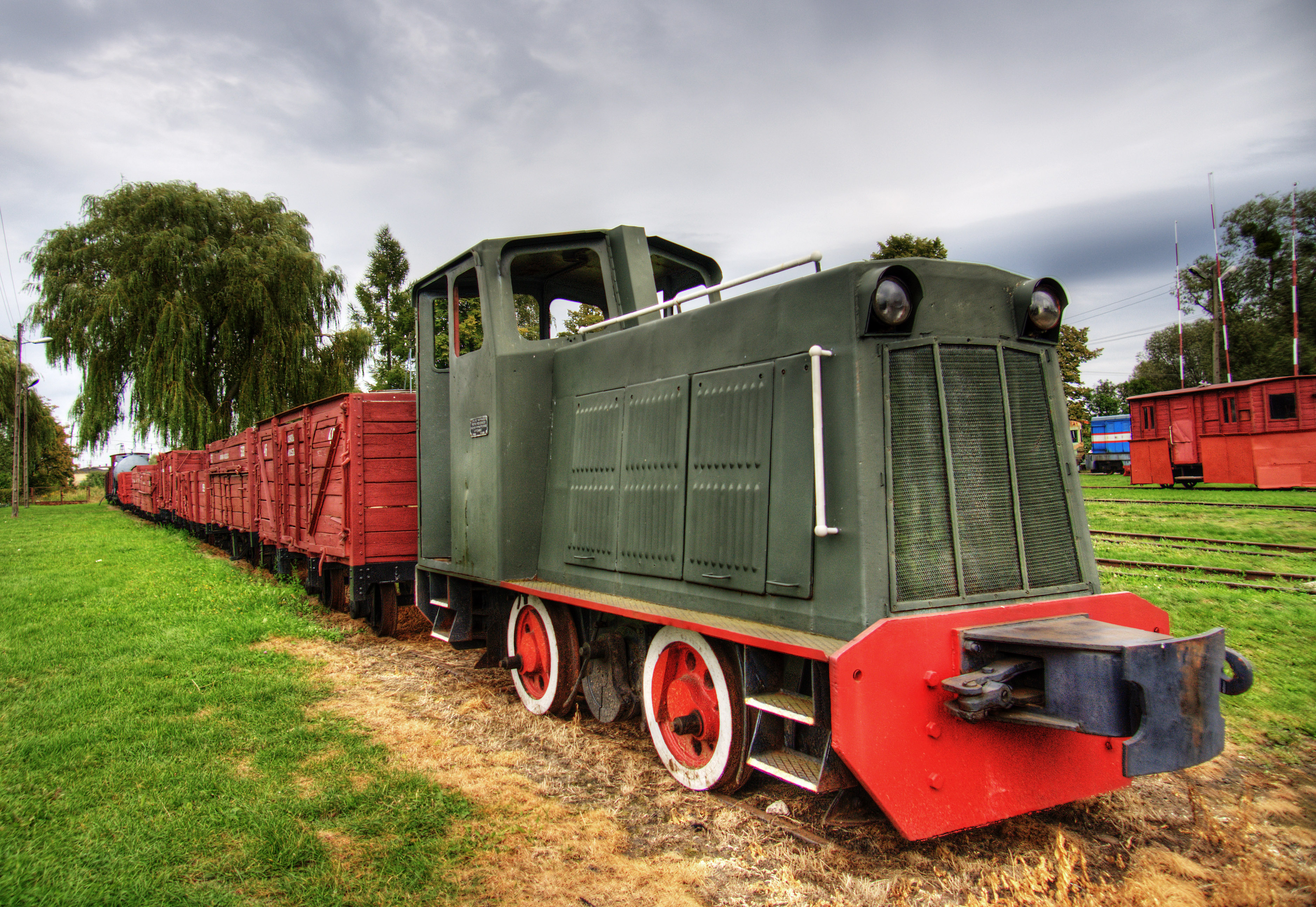
WLs75 w Rogowie (tor 750 mm)
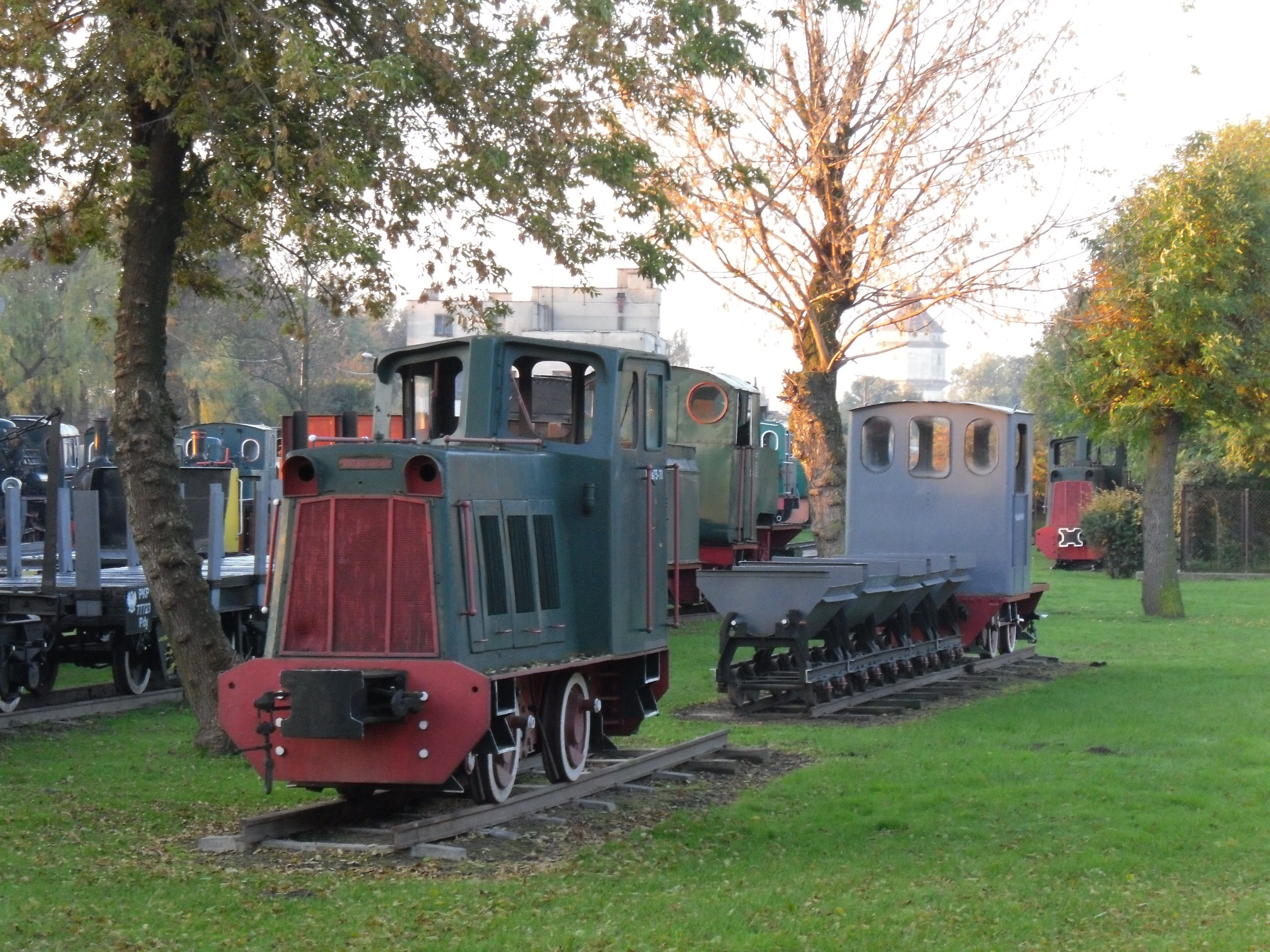
WLs75 jako eksponat w Muzeum Kolei Wąskotorowej w Sochaczewie